# El Fortín (Michoacán)
El Fortín es una localidad perteneciente al municipio de Venustiano Carranza, en el estado de Michoacán de Ocampo, en México.
Está situada a 1.520 metros de altitud sobre el nivel del mar, sus coordenadas geográficas son: Longitud 20º 10' 45" , Latitud 102º 36' 03" (Ver Mapa).
El Fortín tiene 1.015 habitantes. 483 (47.59%) son hombres y 532 (52.41%) son mujeres, la población mayor de 18 años es de 626, para alojar a sus habitantes El Fortín cuenta con 247 viviendas, el 0% de las cuales están rentadas por sus moradores.
El 80.59% de los habitantes mayores de 5 años son católicos, estando casada o unida en pareja el 60.26% de la población mayor de 12 años.
En el Fortín se cuenta con un templo católico, donde su fiesta es el 1° de mayo en honor a San José Obrero. Su párroco el Pbro. Victor, cura de la parroquia de Cumuatillo de donde el Fortín y la localidad de la magdalena, son pertenecientes con el grado de capillas.
El grado medio de escolaridad en El Fortín es de 5.33, la media en el municipio es de 5.28 , en el estado de 6.20.

## Actividad Económica
La población económicamente activa en la localidad de El Fortín es de 272 (26.80% de la población total) personas, las que están ocupadas se reparten por sectores de la siguiente forma:
Sector Primario: 138 (51.69%)   Agricultura, Explotación forestal, Ganadería.
Sector Secundario: 55 (20.60%)   Construcción, Electricidad, gas y agua, Industria Manufacturera ...
Sector Terciario: 74 (27.72%)  Comercio, Servicios, Transportes

### Colegios y Escuelas
Preescolar: Maria Montesori
Primaria: Niños Heroes
Secundaria: Telesecundaria ESTV16 438